# Domicián
A Domicián a latin eredetű Domitianus névből származik, aminek a jelentése: a Domitius nemzetséghez tartozó. A nemzetségnév jelentése valószínűleg legyőző, megfékező. Női párja: Domitilla, Domicella

## Gyakorisága
Az 1990-es években szórványos név, a 2000-es években nem szerepel a 100 leggyakoribb férfinév között.

## Névnapok
- május 7.[2]

## Híres Domiciánok
Domitianus római császár